# Apterostigma goniodes
Apterostigma goniodes é uma espécie de inseto do gênero Apterostigma, pertencente à família Formicidae.